# Lara Méndez
Lara Méndez López (Männedorf, 17 de septiembre de 1972) es una política española, actual vicesecretaria general del Partido dos Socialistas de Galicia-PSOE desde 2021. Entre otros cargos, fue alcaldesa de Lugo desde el 13 de junio de 2015 hasta el 12 de enero de 2024.

## Biografía
Nacida en Suiza. Sus padres son gallegos oriundos de San Cibrao (Cervo), que emigraron al país helvético, donde Lara pasó su infancia.
De regreso a España, realizó el bachillerato en Lugo y la carrera de Ingeniería Técnica Agrícola en el campus lucense, de la Universidad de Santiago de Compostela. Llevó a cabo labores de docencia, impartiendo cursos de formación relacionados con el sector agrícola a desempleados, trabajadores y emprendedores en diferentes puntos de Galicia. 
Contribuyó, además, al desarrollo del medio rural a través de proyectos financiados con fondos de la Unión Europea. En esta etapa trabajó, así mismo, por el dinamismo del movimiento asociativo rural impulsando la creación de la federación gallega de FADEMUR (Federación de Asociacións de Mulleres Rurais), de la que posteriormente fue vicepresidenta.
Fue Secretaria de las Juventudes Socialistas de Cervo y desde 2003 fue también concejal en esa localidad. Desde 2007 fue diputada provincial y vicepresidenta segunda de la Diputación de Lugo.
En las elecciones municipales de 2015 fue número dos de la lista del PSdeG-PSOE al ayuntamiento de Lugo y candidata a presidir la Diputación, pero después de la renuncia del histórico alcalde José López Orozco a su acta de concejal pasó a ser cabeza de lista del partido y fue elegida alcaldesa, siendo la primera mujer en ocupar este cargo. Gobernó en minoría (8 concejales de 25, frente a 9 del Partido Popular, principal grupo de la oposición) gracias al apoyo de investidura de los demás partidos de izquierdas, que habían puesto como condición para apoyar al PSOE la renuncia de Orozco, entonces investigado en diversas causas judiciales, de las que fue totalmente absuelto a posteriori.  
En las elecciones de 2019 revalidó su cargo como alcaldesa y alcanzó un acuerdo de Gobierno con el Bloque Nacionalista Galego (BNG).Esta fórmula se repitió en las elecciones de 2023.
Es una alcaldesa pionera en Galicia en transformar la ciudad a través de un urbanismo sostenible y verde proyectando y ejecutando diversas estrategias europeas puestas en marcha, como el LIFE Lugo+Biodinámico, con el que se diseñan las ciudades sostenibles del futuro para que sean más resilientes en la lucha contra el cambio climático, o la estrategia DUSI, con la que se están desarrollando acciones de unión de la trama urbana de Lugo con el río Miño.  
Fue elegida presidenta del Eixo Atlántico en la Asamblea General celebrada en Santiago de Compostela en el 30 aniversario de la entidad. La regidora es la primera mujer que ocupa este cargo en el ente transfronterizo, del que, no obstante, ya había sido vicepresidenta.
En 2024 anunció su renuncia a la alcaldía de Lugo para formar parte de la lista electoral del PSdeG por la provincia de Lugo en las elecciones gallegas, siendo la número 2 de la candidatura encabezada por José Ramón Gómez Besteiro. A pesar de ello, mantiene su acta de concejal.
Fue sucedida en la alcaldía el 18 de enero de 2024 por Paula Alvarellos, su concejala de Urbanismo. Alvarellos nombró a Lara Méndez concejala de Relaciones Institucionales hasta que se produzca su salida definitiva del consistorio lucense.